# Francisco Pinto (padre)
Francisco da Costa Pinto, padre Jesuíta, nascido em 1552, da cidade de Angra, Ilha de Terceira. Morto em 11 de janeiro de 1608, no atual município de Ibiapina, Ceará..

## Biografia

### Angra, Pernambuco e Salvador
Açoriano, veio para o Brasil, quando criança, acompanhando a família que imigrou para o Brasil. Aos 17 anos de idade, deixou o Estado de Pernambuco seguiu para a Bahia e em 31 de outubro de 1568 ingressou na Companhia de Jesus. Não chegou a completar o curso, recebendo a o título de Coadjutor espiritual formado. Em 1588 recebeu a ordens sacras, sendo considerado padre. Devido a seu conhecimento das línguas indígenas é indicado para a Missão do Maranhão.
Teria sido curado pelo Padre Anchieta.

### Amanaiara
No dia 20 de janeiro de 1607, partiu do Recife, em uma embarcação que ia buscar sal coletado nas salinas na foz do Rio Mossoró, juntamente com o padre Luís Figueira para o Siará Grande, com o intuito de catequizar os nativos daquele território.
Em 2 de fevereiro do 1607, celebraram a primeira missa no território do atual Estado do Ceará, na foz do Rio Jaguaribe.
Durante a viagem, esteve em um aldeamento denominado como Paupina, que corresponde atualmente ao centro de Messejana.
Os dois avançaram até a Chapada de Ibiapaba, chegando a habitar com os índios Tabajara. 
Em 11 de janeiro de 1608, foi morto pelos índios tacarijus, chamados genericamente pelos portugueses de "tapuias", instigados pelos franceses que mantinham contatos na região por meio da Feitoria da Ibiapaba. O martírio ocorreu, numa capela, onde, atualmente, está localizado o Município de Ibiapina, Ceará,[carece de fontes?] sendo enterrado no sopé da Serra Grande.
| “ | [...] investindo com furor e crueldade diabólica contra o servo de Deus, lhe deram repetidos golpes com suas "ybirassangas", que são uns paus duros, largos e compridos, na cabeça, até que lha amassaram toda e lhe deram uma morte muito cruel, aos onze de janeiro de 1608 | ” |

Depois da sua morte e sepultamento recebeu o alcunha de Amanaiara(o senhor da chuva) em Tupi, entre a etnias indígenas, transformando-se assim numa entidade espiritual. Os seus restos mortais viraram amuletos para o combate à seca, sendo estes trasladados até a Parangaba pelos índios Potiguara.

## Canonização
Em janeiro de 2016, foi celebrada uma missa em Tianguá, para celebrar o início de seu processo de canonização.